# Holcolaetis
Holcolaetis là một chi nhện trong họ Salticidae.